# گرینفیلد (اوهایو)
گرینفیلد(به انگلیسی: Greenfield) شهری در ایالت اوهایو کشور ایالات متحده آمریکا است که جمعیت آن در سرشماری سال ۲۰۱۰ میلادی، ۴٬۶۳۹ نفر بوده‌است.

## نگارخانه

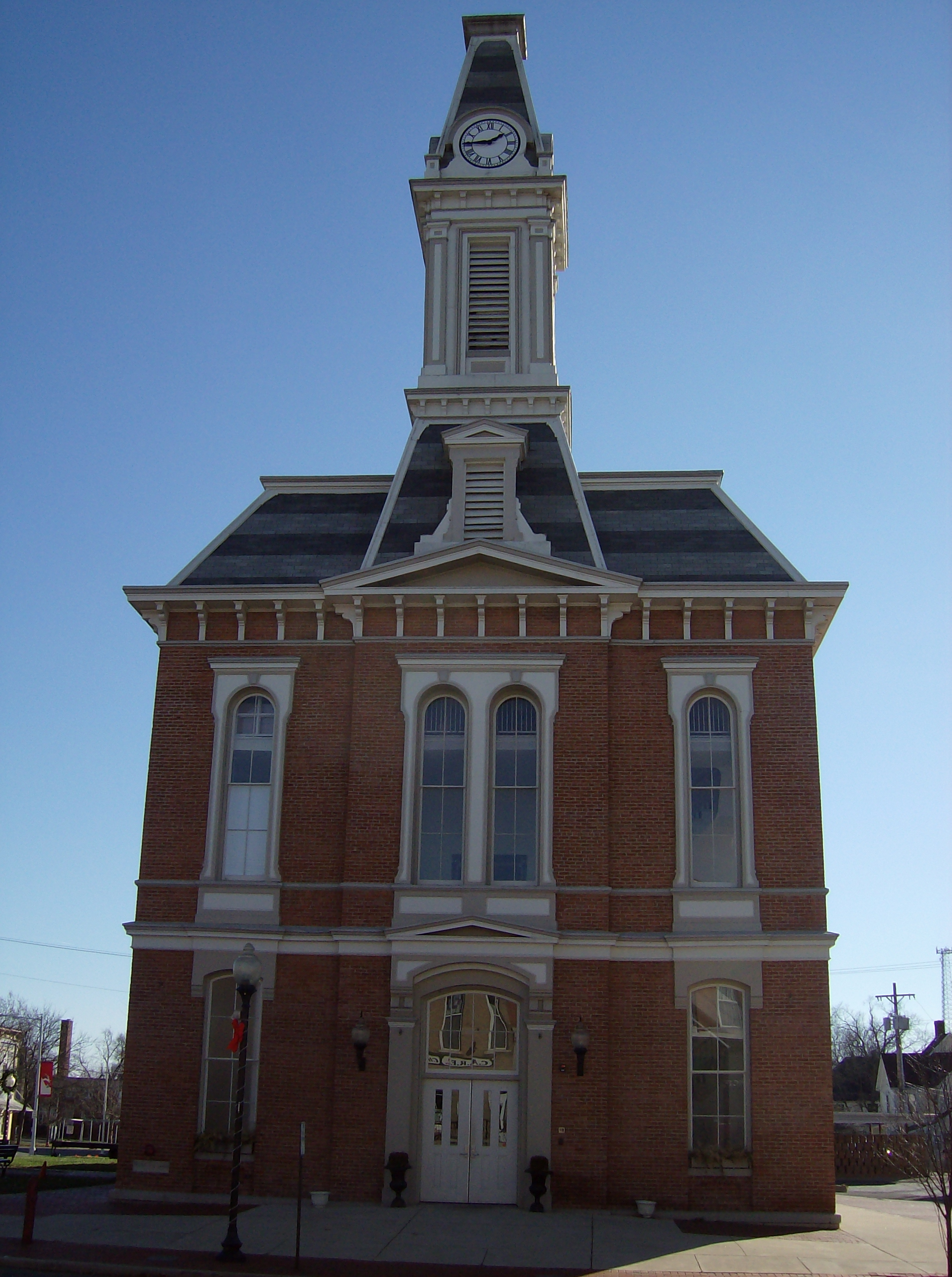
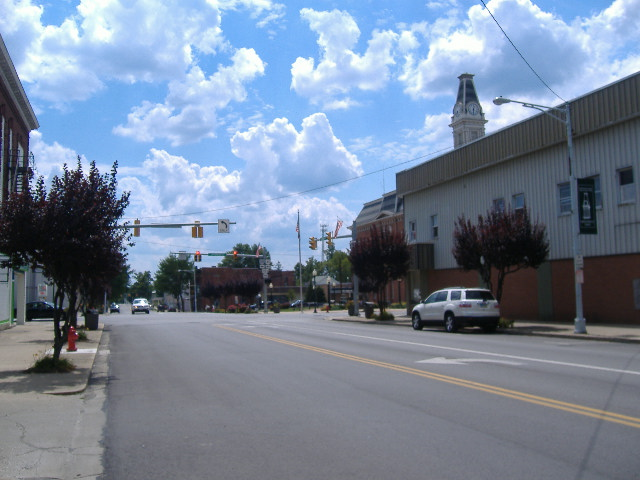